# Noria

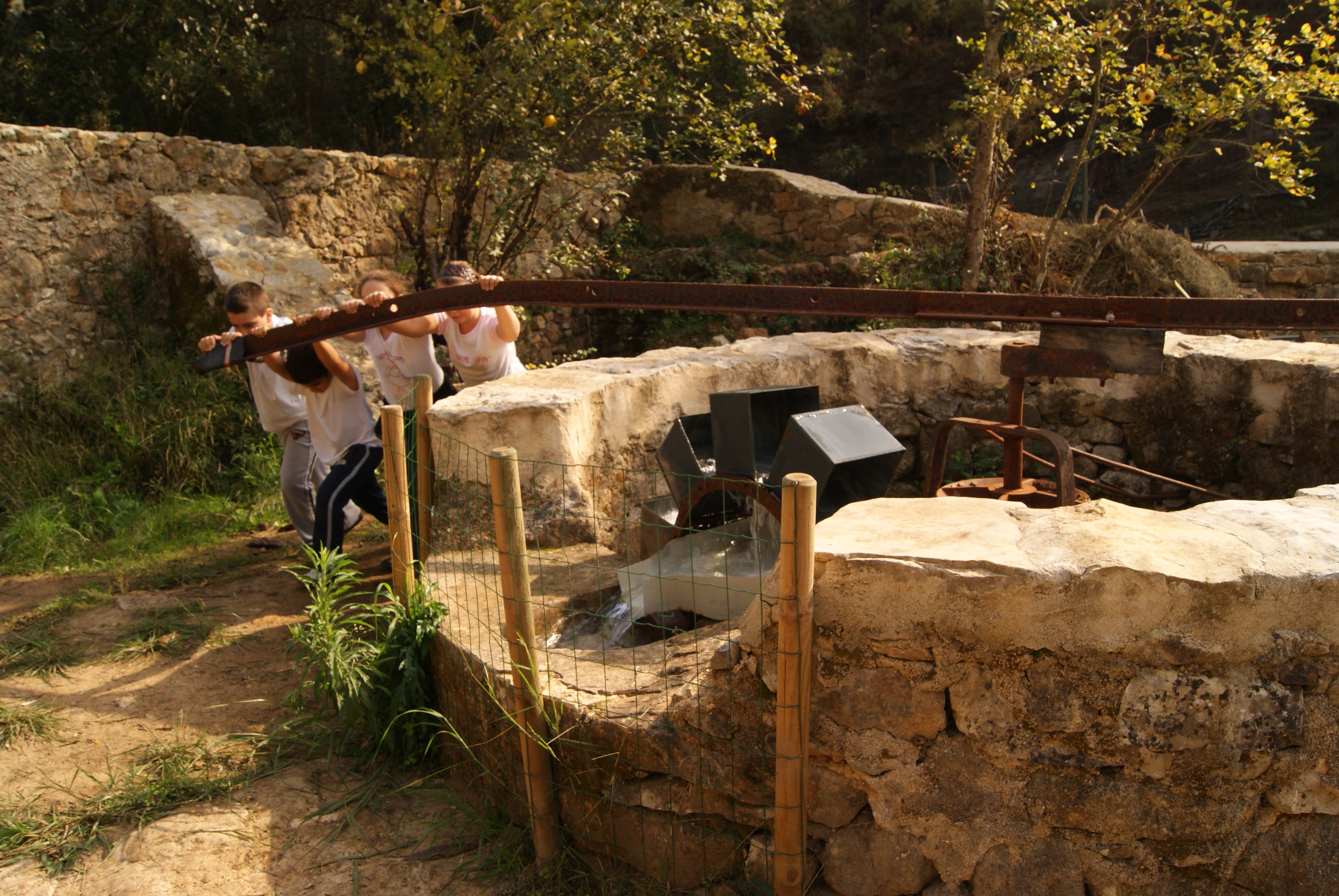
Noria movida manualmente.

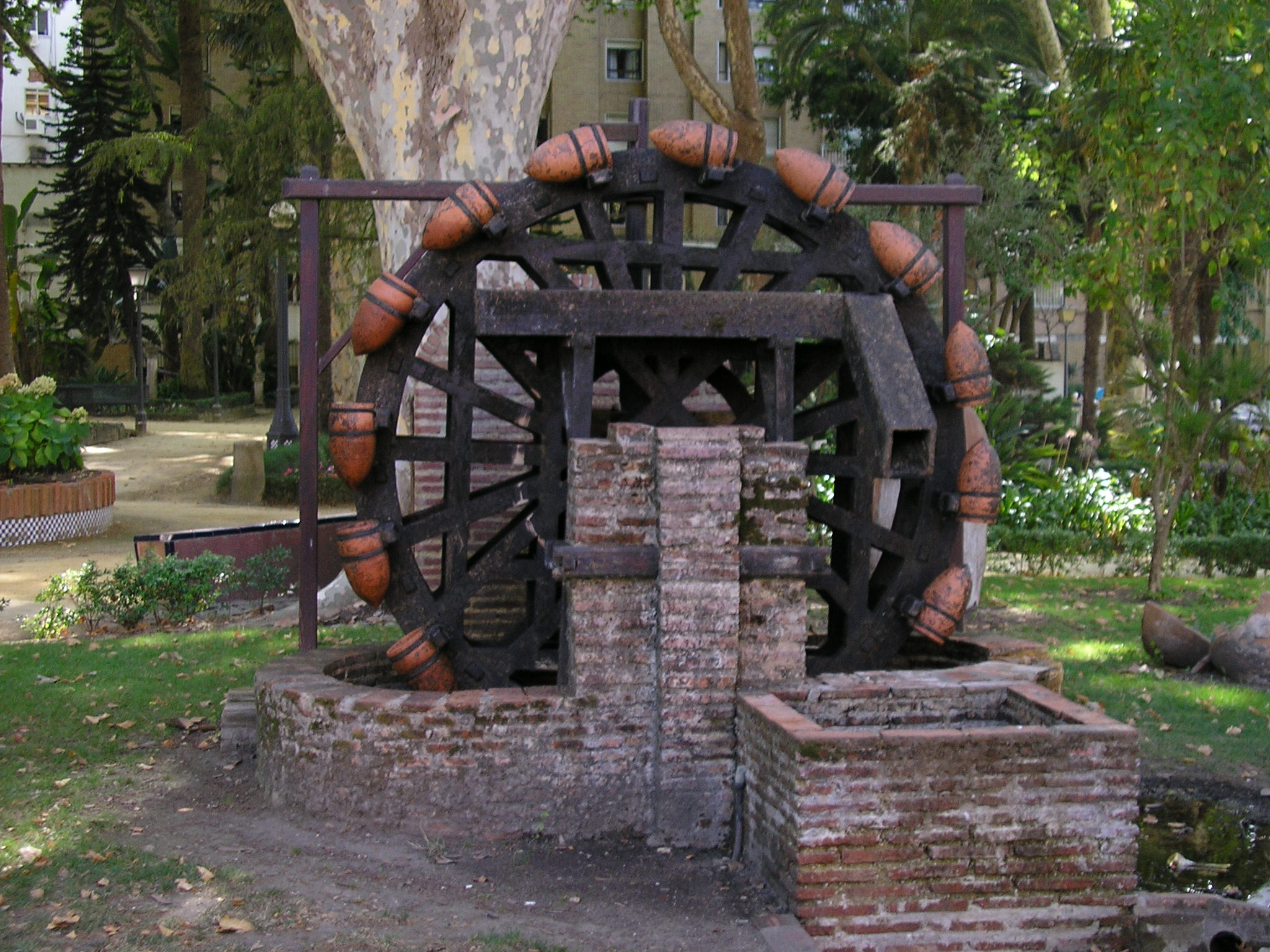
Noria en Algeciras, (España).

Una noria  es un instrumento que se emplea en los huertos para la elevación del agua de pozos poco profundos, principalmente en sitios bajos y hondos, siguiendo el principio del rosario hidráulico. El movimiento se consigue generalmente utilizando tracción animal, aunque tanto en castellano como en sus acepciones en otras lenguas derivadas del mismo, también puede referirse a las norias movidas por una corriente de agua. La noria más grande existente, es de las que usan la fuerza motriz de un curso de agua, tiene unos 20 m de altura y está en la ciudad de Hama en Siria.

## Tipos

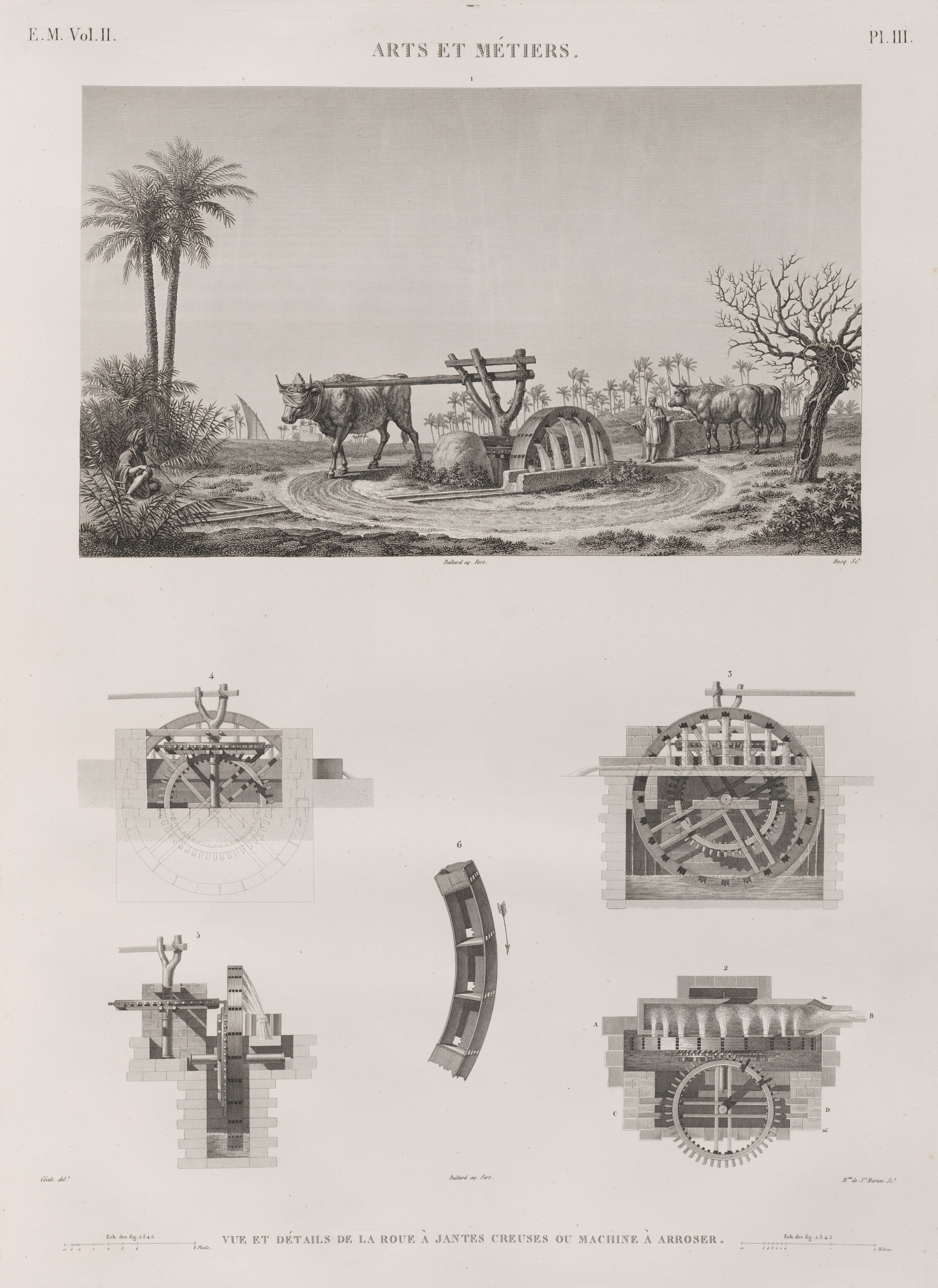
Noria en Egipto, 1809.

Hay norias de varios tipos, el más usual consta generalmente de dos grandes ruedas, una horizontal, tipo engranaje de linterna, y otra vertical con dientes que engranan en la primera, que posee en su perímetro una hilera de recipientes (arcaduces o cangilones), que con el movimiento de la rueda, se llenan de agua de un pozo poco profundo o de un contenedor de agua, la elevan y la depositan en un conducto asociado a la noria que la distribuye al canal de regadío u otro tipo de depósito. Una noria puede elevar agua a algo menos de su altura.
Las norias de tracción humana —baste recordar el pasaje de la Biblia con Sansón "atado como mulo de noria"—, son de la familia de las norias de tracción animal, que usan generalmente burros, mulas o bueyes, en las que estos dan vueltas atados al extremo de un palo horizontal solidario con su eje, que engrana con la otra rueda vertical que mueve una rueda o una cadena sin fin, provista de unos «cangilones» en toda su longitud, el extremo inferior de la cual está sumergida en el agua. Suelen usarse en lugares donde por falta de viento no puede emplearse este agente aplicado a aparatos especiales.

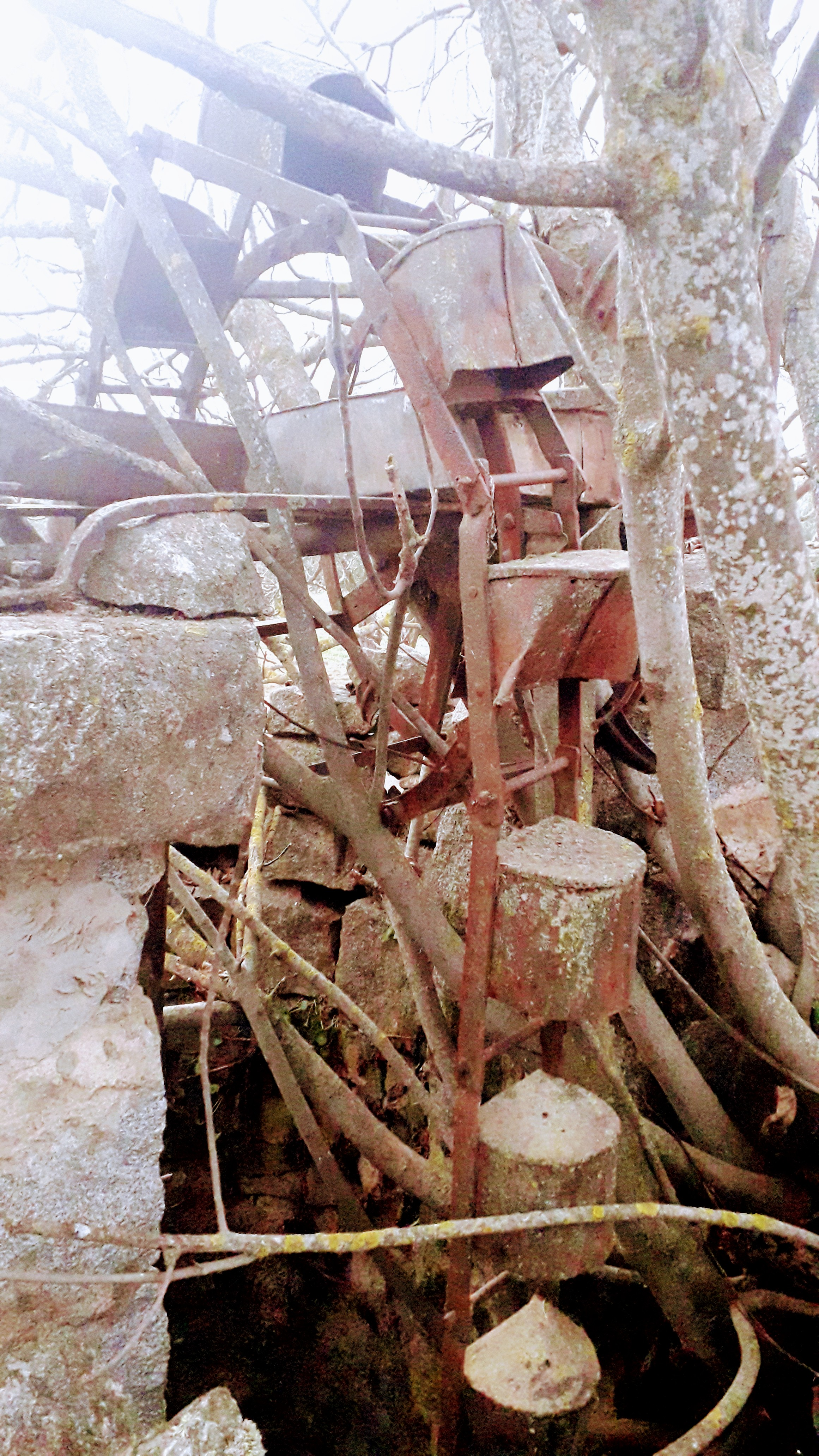
Villaralto. Córdoba

## Origen histórico
En castellano, esta palabra se encuentra documentada desde antiguo y deriva del árabe sirio nā'urā que a su vez deriva de la palabra que en este idioma significa molino. En inglés, francés, italiano se llama también noria o en portugués nora, que derivan también del árabe nā'urā con el mismo significado.
Las norias son muy antiguas, parece que ya se utilizaban en el Próximo Oriente hacia el año 200 a. C. Lucrecio las cita también en el año 55 a. C. Los árabes la utilizaron ampliamente e incluso hicieron mejoras.

## Noria tipo azud
Dentro del tipo de norias que usan la fuerza motriz de un curso de agua, existe la noria hidráulica o noria de tipo azud (nombre tomado por sinécdoque de la presa que le suministra el agua —del árabe "as sad" barrera—), que no hay que confundir con la noria de tracción animal, se trata de una rueda hidráulica consistente en una gran rueda con aletas transversales que se coloca parcialmente sumergida en un curso de agua, la cual  imprime a la rueda un movimiento continuo mediante la acción sobre sus aletas. La mencionada rueda posee en su perímetro una hilera de recipientes (arcaduces o cangilones), que al girar en movimiento cíclico se llenan de agua, la elevan y la depositan en un conducto asociado a la noria, que la distribuye al canal de regadío u otro tipo de depósito.  
El historiador británico de tecnología, M. J. T. Lewis dató la aparición de la rueda hidráulica de eje vertical a principios del tercer siglo antes de Cristo, y la de eje horizontal cerca del año 240 a. C.. También señala como lugares de invención Mesopotamia y Alejandría. Para ello tomó en cuenta evidencia indirecta del trabajo de griego Apolonio de Perge. Por su parte, el geógrafo griego Estrabón habla de la existencia de una rueda hidráulica antes del 71 a. C., en el palacio del rey Mitrídates VI de Ponto. Pero su construcción exacta no puede deducirse del texto (XII, 3, 30 C 556). La primera descripción clara de una rueda hidráulica con engranajes la ofrece el arquitecto romano Vitruvio, a finales del primer siglo a. C.
Cerca del año 300 a. C., los romanos reemplazaron los compartimientos de madera con cangilones alfareros separados, atados al marco externo de la rueda, dando origen a la noria (rueda hidráulica especializada para subir agua).

## En el arte

### La noria en la poesía
Antonio Machado en Humorismos, fantasías y apuntes, describió así «La noria» (movida por una mula):
| La tarde caía triste y polvorienta. El agua cantaba su copla plebeya en los cangilones de la noria lenta. Soñaba la mula ¡pobre mula vieja!, al compás de sombra que en el agua suena. La tarde caía triste y polvorienta. | Yo no sé qué noble, divino poeta, unió a la amargura de la eterna rueda la dulce armonía del agua que sueña, y vendó tus ojos, ¡pobre mula vieja!… Mas sé que fue un noble, divino poeta, corazón maduro de sombra y de ciencia. |

### La noria en el grabado delsigloXIX

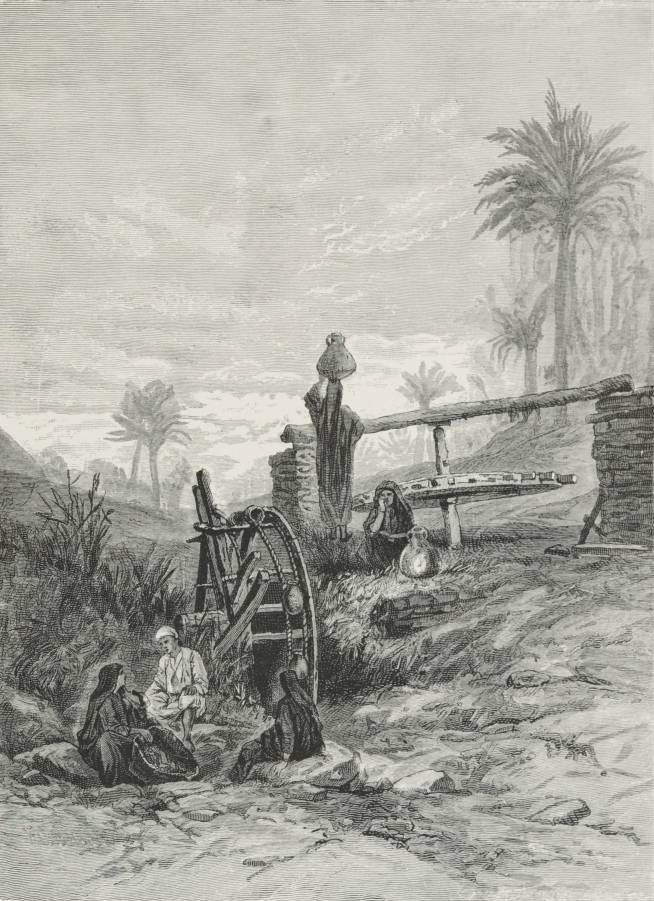
August Ramsthal (1878), en "Egypt: Descriptive, Historical, and Picturesque" de Georg Ebers.
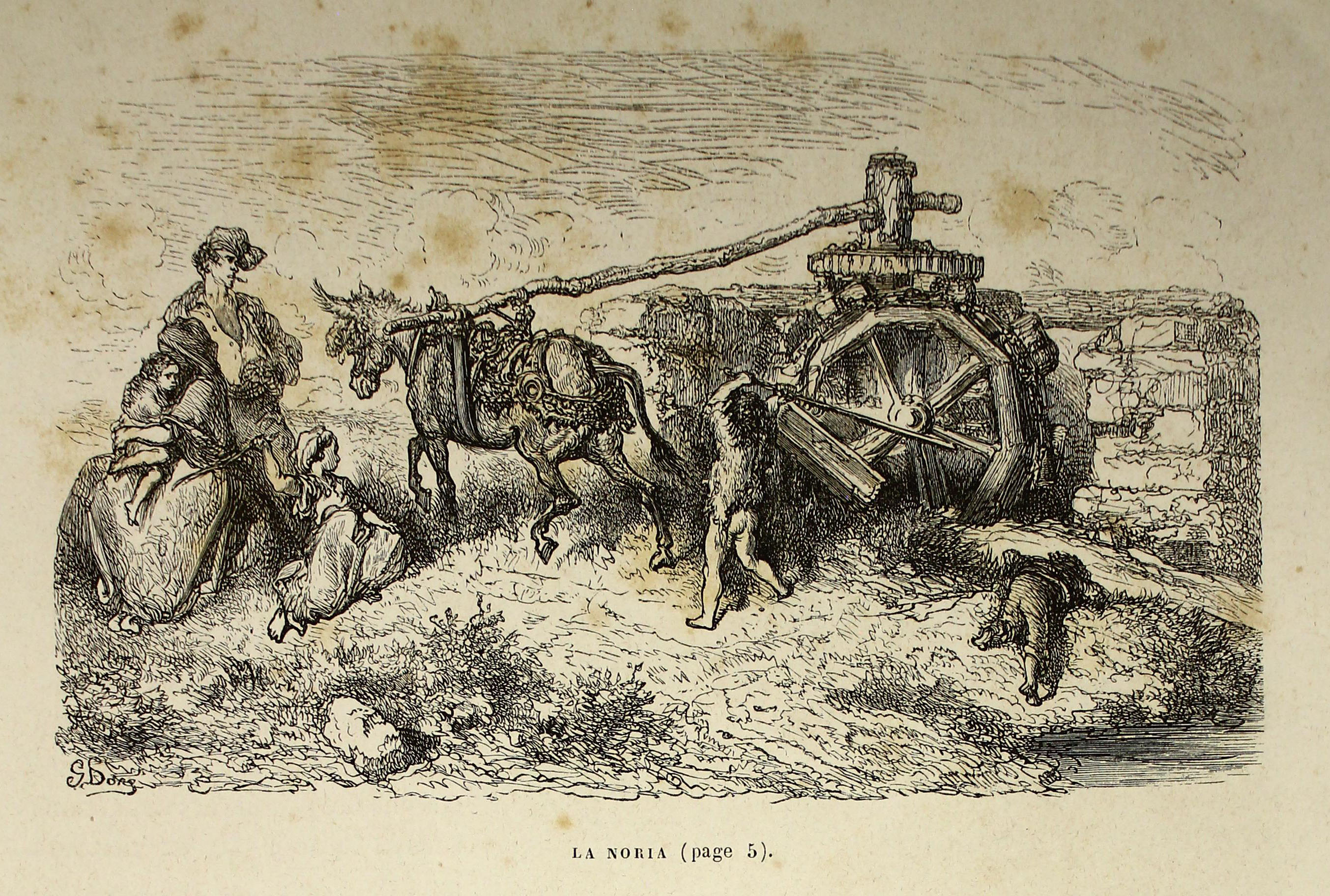
Gustave Doré, en el libro L'Espagne del barón Davillier (1874).
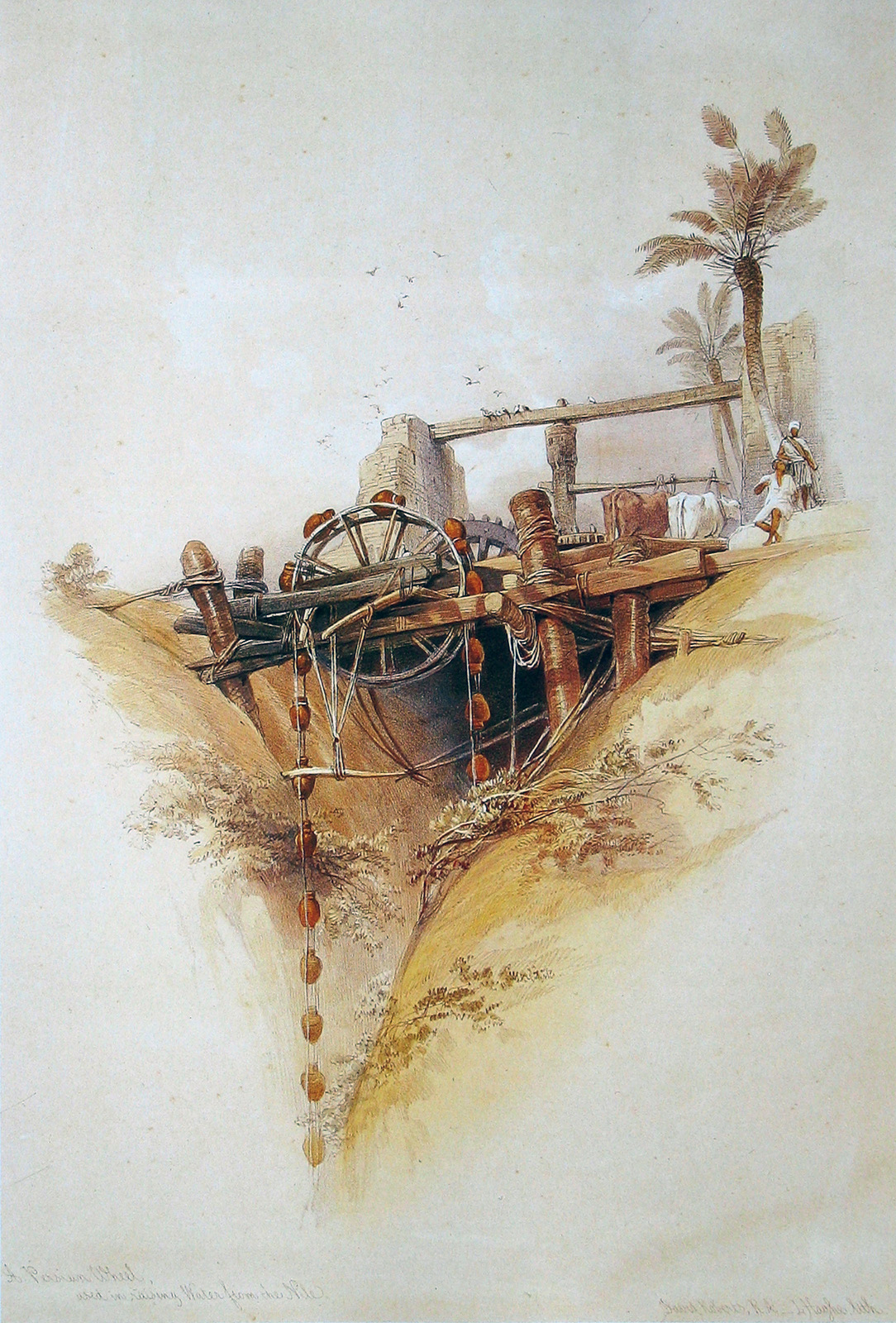
Dibujo de David Roberts en 1838, grabado por Louis Haghe para el libro Egypt & Nubia (1846).
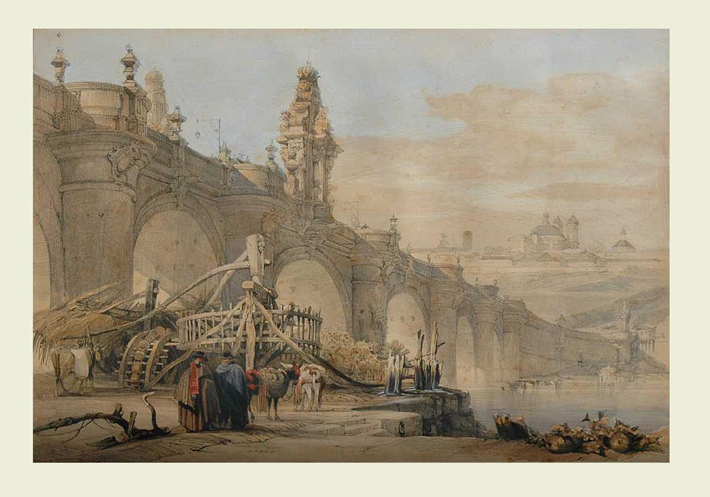
Noria del molino del Puente de Toledo, en las "Spanish Sketches" (1837) de David Roberts.